# Mytholm
Mytholm ist eine ehemalige britische Automarke.

## Unternehmensgeschichte
Das Unternehmen Brown & Buckton begann 1899 in Hipperholme in Calderdale mit der Produktion von Automobilen. 1900 wurde es von Yorkshire Motor Car Manufacturing Co Limited übernommen. 1903 übernahm Jackson das Unternehmen.

## Fahrzeuge
Das einzige Modell 4 HP besaß einen Zweizylindermotor eigener Fertigung und Kettenantrieb.